# Tel Ictaba
Tel Ictaba též Tel Istaba (hebrejsky: תל אצטבה) je pahorek o nadmořské výšce cca - 120 metrů v severním Izraeli, v Bejtše'anském údolí.
Leží v severní části zemědělsky intenzivně využívaného Bejtše'anského údolí, na severním okraji města Bejt Še'an, v prostoru průmyslové zóny Bejt Še'an-sever, na severozápadním okraji lokality starověkého města Bejt Še'an (Scythopolis) okolo pahorku Tel Bejt Še'an. Jižním směrem od pahorku protéká potok Nachal Charod. Na jihozápadní straně leží podobný pahorek Tel Naharon. Ve starověku, v době helénismu, se tu nacházelo významné sídlo, které bylo zničeno Hasmoneovci.